# Chimisay (Tranvía de Tenerife)
Chimisay es una de las paradas de la línea 1 del Tranvía de Tenerife. Se encuentra en la calle Américo López Méndez, en el límite entre los barrios santacruceros de Camino del Hierro y Chimisay, tomando el nombre de este último.
Se inauguró el 2 de junio de 2007, junto con todas las de la línea.

## Accesos
- Calle Américo López Méndez, pares
- Calle Américo López Méndez, impares

## Líneas y conexiones

### Tranvía
| Línea | Origen         | Destino  |
| ----- | -------------- | -------- |
|       | Intercambiador | Trinidad |

## Lugares próximos de interés
- Colegio MM. Dominicas Vistabella
- Centro de Educación Infantil y Primaria "Chimisay"
- Parroquia Santa Teresa de Jesús